# Tratado de San Petersburgo (1762)
El Tratado de San Petersburgo fue firmado el 5 de mayo de 1762 y marcó el fin de la Guerra de los Siete Años entre Prusia y el Imperio ruso. El tratado fue consecuencia de la coronación del zar Pedro III, quien admiraba al rey prusiano Federico II el Grande. Permitió a este último concentrarse en sus otros enemigos, Austria y Sajonia, en lo que se hizo conocido como el «milagro de la Casa de Brandenburgo».

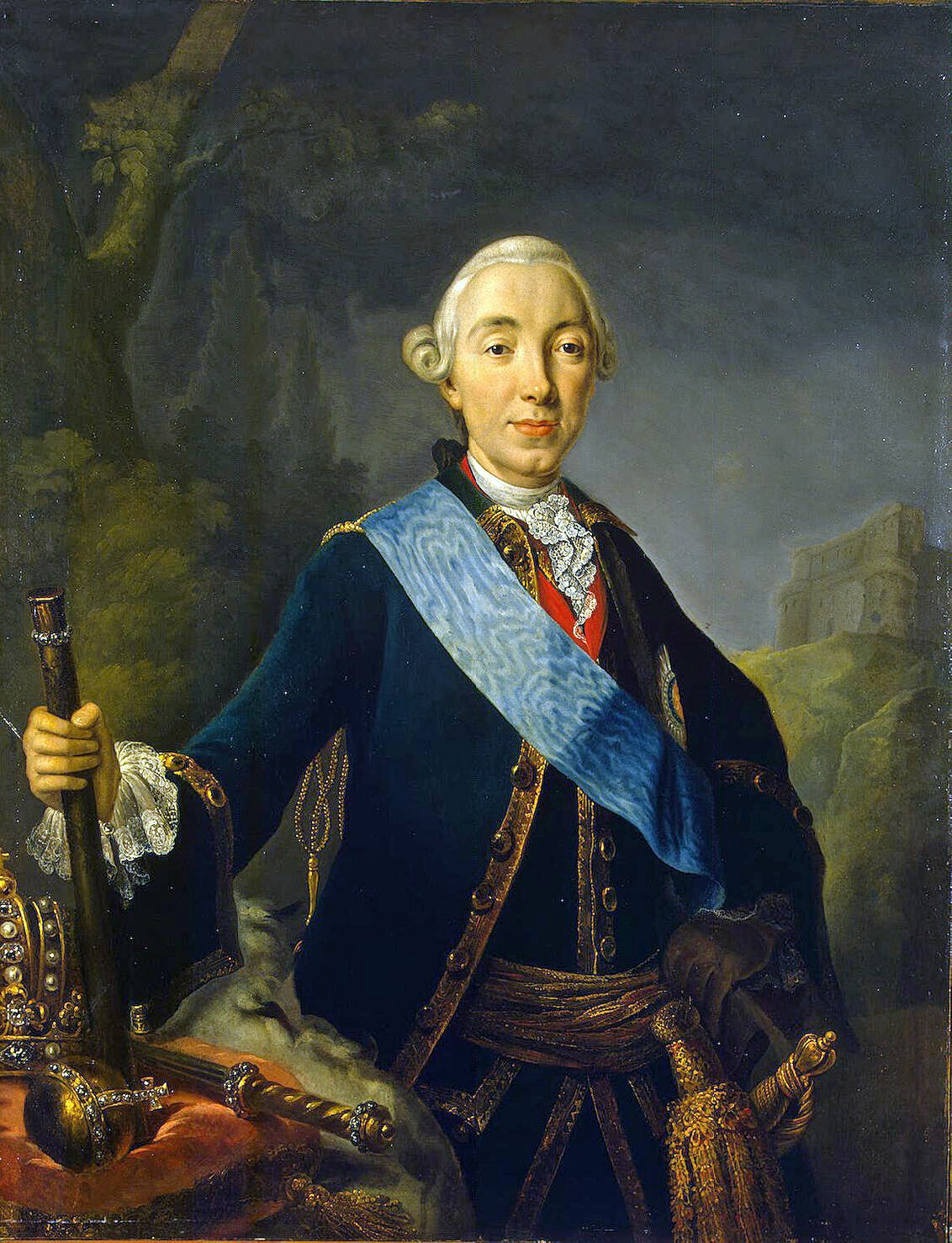
El zar de Rusia Pedro III

El tratado fue firmado por el canciller M. I. Vorontsov del Imperio ruso y por el enviado del Reino de Prusia, el barón Goltz. Rusia se comprometió a ayudar en sellar la paz entre los distintos participantes en la Guerra de los Siete Años y devolver a Prusia todos los territorios ocupados por las tropas rusas durante la guerra. La intención de devolver el territorio fue dada a conocer antes de la firma del tratado: el 23 de febrero, Rusia declaró que «debe haber paz con este rey de Prusia; que Su Majestad el Zar, por su parte, está decidido a una cosa; renuncia a Prusia Oriental y las así llamadas conquistas realizadas; la participación rusa en tal guerra ha cesado» Además, acordó que Rusia ayudaría a Prusia a negociar un tratado de paz con Suecia.
Federico II el Grande (1712-1786) estaba tan emocionado que «ordenó un Te Deum y festivales» después de firmar el Tratado el 5 de mayo. La razón de su regocijo lo merecía, «ya que el Zar le prometió asistencia de una fuerza simbólica de 18.000 hombres» para ser empleada contra el Ejército austríaco. La posterior Paz de Hubertusburgo selló la paz entre Prusia, Austria y Sajonia: «aunque restauró el statu quo previo a la guerra, marcó el ascenso de Prusia como potencia líder en Europa».
Dos años después del tratado, Prusia y Rusia acordarían una alianza defensiva.